# خورخي اتشوكارو
خورخي اتشوكارو (بالإسبانية: Jorge Achúcarro) (6 نوفمبر 1981 بأسونسيون في باراغواي - ) هو مدرب كرة قدم ولاعب كرة قدم باراغواياني في مركز الهجوم. شارك مع منتخب باراغواي الأولمبي لكرة القدم ومنتخب باراغواي لكرة القدم. أما مع النوادي، فقد لعب مع بانفيلد وسيرو بورتينيو ونادي أتليتيكو كولون ونادي أطلس ونيولز أولد بويز ونادي كوبريلوا.

## روابط خارجية
- خورخي اتشوكارو على موقع إي إس بي إن إف سي (الإنجليزية)
- خورخي اتشوكارو على موقع إي إس بي إن إف سي (الإنجليزية)
- خورخي اتشوكارو على موقع قاعدة بيانات كرة القدم.إي يو (الإنجليزية)
- خورخي اتشوكارو على موقع ناشيونال فوتبول تيمز (الإنجليزية)
- خورخي اتشوكارو على موقع Soccerway.com (الإنجليزية)